# Fortià
|  | Per a altres significats, vegeu «Fortià (llinatge)». |

Fortià és un municipi de la comarca de l'Alt Empordà.

## Geografia
Fortià i el seu agregat Fortianell (10,79 km²) es troben al bell mig de la plana al·luvial de l'Empordà, a l'interfluvi de la Muga i el Fluvià, i limiten amb Castelló d'Empúries i Riumors a migdia, Siurana, Vilamalla i el Far a ponent, i Vila-sacra i Vilanova de la Muga al nord.
El poble es troba a 8 m d'altitud, a la dreta del rec del Molí, formant un agrupament no gaire compacte de cases i masies disperses en una zona antigament més humida i pantanosa. El formen tres nuclis antics: al voltant de la plaça i de l'església (l'antic Puig de Vall); al voltant de l'antic camí Ral (l'antic Puig de Mont), i Fortianell, antigament format per masies disperses. A més de diverses urbanitzacions aparegudes als segles XX i XXI, al darrere de l'església, al voltant del rec del Molí, a la zona de la Pera i a la Vinya Gran.
- Llista de topònims de Fortià (Orografia: muntanyes, serres, collades, indrets..; hidrografia: rius, fonts...; edificis: cases, masies, esglésies, etc).

## Història
Fortià formava part de l'antic Comtat d'Empúries i era dominat pel Monestir de Sant Pere de Roda des de l'Alta Edat Mitjana, l'abat del qual actuava de senyor del lloc. Les primeres referències al poble també es fa referència a Palol, una referència d'un possible assentament recaptatori d'època musulmana. La gran part del ric patrimoni arquitectònic conservat és dels segles d'època moderna (XVI-XVIII) i el segle xix, atesa les grans destrosses provocades pels aiguats de l'any 1421 i de les diferents guerres que patí l'Empordà des de la Guerra dels Segadors fins a les carlinades.
La llarga tradició agrícola de Fortià es veu plasmada en l'antiga Granja Escola de Fortianell (1855), d'estil neoclàssic i única a Catalunya, que aportà innovacions que es plasmaren en la renovació de l'agricultura. En l'actualitat, els principals conreus són, de més a menys, el blat de moro, l'ordi, el blat, la civada, el gira-sol, la userda i la ceba varietat Figueres, produïda principalment a Fortià, Riumors i Vila-sacra. A banda de la cria de bestiar boví i porcí.

## Etimologia
Segons Coromines, el nom de Fortià prové d'una aplicació tardana del nom de persona català Fortià. Com mostren els documents de 971, 974 i 982, el nom propi de la població era Palol, com altres pobles empordanesos, i se li aplicà tardanament, a tall de sobrenom, el prenom de Fortià, "metonímia que en aquest cas acabà per borrar el nom propi, per tal com així s'evitaven malentesos amb els massa nombrosos homònims Palol".
En canvi per Enric Moreu-Rey i Pere Balañà, el nom de la població deriva de l'antropònim llatí Fortius. Segons aquests lingüistes, proposen que prové del llatí Fortianus, derivat de Fortius, nom propi de persona. El de Fortianell és el resultat de la derivació del nom del nucli més proper, Fortià, al qual és afegida una desinència diminutiva, un procés recorrent a tot el territori català.

## El veïnat de Fortianell
El veïnat de Fortianell és una unitat territorial coneguda des dels primers documents que parlen del municipi. Fins a 1850 va ser un llogarret format al llarg dels segles per tres masos, una capella i un molí. D'aquesta època tan sols hi ha el testimoni d'alguna llinda, el molí de Fortianell i les restes d'un dels masos que van ser aprofitats per la construcció d'estil necoclàssic bastida al segle xix.
El 1849 diverses propietats del veïnat van ser comprades per la família Estrada per formar-hi una Granja Escola per ensenyar als fills dels hisendats i introduir els nous mètodes agrícoles a l'agricultura gironina. Aleshores el veïnat va quedar desdibuixat per la presència del gran edifici destinat a escola.

## Edificis d'interès
- L'església de Sant Julià i Santa Basilissa de Fortià (s. XV-XVI)
- Casa Gran de Fortià (s. XVII). Casa de la vila.
- La Casa del Delme i can Castanyer, antiga Pabordia de Sant Pere de Roda (s. XVIII)
- Cal Marquès (Fortià) o mas del Monestir (s. XVI-XVII)
- Ca l'Amorós (Fortià) (s. XVII)
- Can Queló (Fortià) (s. XVI)
- Can Via (Fortià) (s. XVII-XVIII)
- Can Borrassana (s. XVI-XVII)
- Mas Eres, can Noguer de Segueró (XVII-XVIII)
- Molí de la Garriga (s. XVII)
- Mas d'en Dorra (s. XVII-XVIII)
- Casa de la Caritat (Fortià) (s. XVII)
- Rectoria (Fortià) (s. XVII)
- Granja-Escola de Fortianell (s. XIX-XX)
- Molí de Fortianell (s. XVI-XIX)
- Centre Agrícola i Social de Fortià (s. XX)
- Escola Teresa de Pallejà (s. XX)
- Cementiri Municipal (s. XX)
- Antiga Casa de la Vila de Fortià (s. XX)
- Convent de Santa Clara (s. XX)
- Paratge de Sant Cels, capella desapareguda del s. XIII-XVIII
- Monument a la pagesia (2010), de Pia Crozet

## Personatges il·lustres
- Jeroni Poch, metge (s. XVI-XVII)
- Pere Ignasi Ferrer, cavaller i mercader (Fortià, 1588- Madrid, 1641)
- Sibil·la de Fortià, noble i quarta esposa de Pere III, el Cerimoniós (?, ca. 1350 - Barcelona, 1406)
- Lluís Maria Jordi Álvarez, professor i agimensor (Fortià, 1865 - Figueres, 1929)
- Josep Rahola i d'Espona, enginyer industrial i polític (Barcelona, 1918-2023)
- Miquel Ruiz Avilés, fotògraf (Purullena, 1954-2023)

## Segell de Fortià[4]
El Segell de Fortià és la màxima distinció civil que atorga el poble de Fortià a les persones i entitats del municipi. El guardó és una figura que reprodueix el segell més antic conservat de l’Ajuntament de Fortià, datat de final del segle XVIII i principi del XIX. Aquest segell ha esdevingut una marca per identificar els cotxes dels fortianencs i fortianenques que corren pel món. Si bé el seu origen és molt antic, l’Isaac Ruiz Soler va ser el responsable de la difusió del segell entre tots nosaltres de mans de l’Associació de Joves de Fortià. Des del seu vessant de dissenyador gràfic, va adaptar-lo per fer samarretes i adhesius i ha esdevingut, sense voler-ho, un símbol identificable per a gran part dels veïns.
- 2018: Josep Rahola i d'Espona, enginyer industrial i polític (Barcelona, 1918-2023).
- 2019: Miquel Ruiz Avilés, fotògraf (Purullena, 1954-2023).
- 2020: Miquel Pla Colls, sindicalista i secretari municipal (Fortià, 1907 - Girona, 1939).
- 2021: Club Esportiu Fortià, entitat esportiva.
- 2022: Josep Llorens Puig, músic (Fortià, 1937-2023).
- 2024: Emma Feliu Martin, esportista i enginyera (Fortià, 2003-).

## Demografia
| 1497 f | 1515 f | 1553 f | 1717 | 1787 | 1857 | 1877 | 1887 | 1900 | 1910 |
| ------ | ------ | ------ | ---- | ---- | ---- | ---- | ---- | ---- | ---- |
| 33     | -      | 40     | 186  | 327  | 484  | 405  | 429  | 470  | 484  |

| 1920 | 1930 | 1940 | 1950 | 1960 | 1970 | 1981 | 1990 | 1992 | 1994 |
| ---- | ---- | ---- | ---- | ---- | ---- | ---- | ---- | ---- | ---- |
| 543  | 564  | 466  | 475  | 423  | 436  | 491  | 512  | 505  | 505  |

| 1996 | 1998 | 2000 | 2002 | 2004 | 2006 | 2008 | 2010 | 2012 | 2014 |
| ---- | ---- | ---- | ---- | ---- | ---- | ---- | ---- | ---- | ---- |
| 485  | 494  | 525  | 531  | 547  | 582  | 628  | 642  | 679  | 710  |

| 2016 | 2018 | 2020 | 2022 | 2024 | 2026 | 2028 | 2030 | 2032 | 2034 |
| ---- | ---- | ---- | ---- | ---- | ---- | ---- | ---- | ---- | ---- |
| 721  | 732  | 787  | 778  | 801  | -    | -    | -    | -    | -    |

## Alcaldes
Alcaldes democràtics de la Segona República, 1931-1939:
- Tomàs Pla Salleras 1931-1933
- Joan Cabrafiga Solà 1933-1934
- Josep Planella Colomer -alcalde gestor nomenat- 1934-1936
- Joan Cabrafiga Solà (USC) 1936
- Jaume Serra Frara (CNT) 1936
- Miquel Bolasell Fàbrega (POUM) 1936-1938
- Miquel Bolasell Fàbrega (UdR) 1937-1938
- Lluís Subirà Verges (Front Popular) 1938-1939

Alcaldes democràtics des de 1979:
- Joan Ferrer Tibau (UCD) 1979-1983
- Lluís Serra Subirà (CiU) 1983-1987
- Joan Via Ferrer (PSC) 1987-2012
- Sergi Mayolas Gironella (PSC) 2012-2015
- Francesc Brugués Massot (GpF) 2015-

## Festes
Al llarg de l'any se celebren dues festes majors, establertes en honor dels diversos patrons de la població. En el passat, la festivitat d'hivern de Sant Julià i Santa Basilissa, el 7 de gener, era la festa grossa, però amb el pas dels anys la festa d'estiu de Sant Cels, el 28 de juliol, s'ha consolidat com a la festa més important de l'any a la població.
Algunes festivitats religioses antigues van desaparèixer fa unes dècades i han estat substituïdes des de finals del segle xx per altres celebracions com la cavalcada de la Cavalcada de Reis, el Carnaval o la Castanyada.